# Actia diffidens
Actia diffidens là một loài ruồi trong họ Tachinidae.